# Robert A. Wittenmyer
Robert A. Wittenmyer est un astronome australien.

## Biographie
Il a dirigé l'équipe de chercheurs qui a découvert l'exoplanète Gliese 832 c. Il est à la tête d'une collaboration entre l'Australie, la Chine et une équipe de chercheurs américains spécialisés dans la recherche d'exoplanètes. Il est également membre du programme de recherche Anglo-Australian Planet Search.
Il est actuellement[Quand ?] employé par l'Université de Nouvelle-Galles du Sud, Sydney, en Australie en tant que chargé de cours de physique de première année.

## Découvertes
- Nu2 Canis Majoris b
- HD 159868 c (en)
- Gliese 832 c